# Jandowae
Jandowae – miasto w Australii, w stanie Queensland.